# هولتسهوسن، اتریش
هولتسهوسن (به آلمانی: Holzhausen) یک منطقهٔ مسکونی در اتریش است که در ناحیه ولس لند واقع شده‌است. هولتسهوسن ۸ کیلومتر مربع مساحت دارد ۳۲۹ متر بالاتر از سطح دریا واقع شده‌است.